# María Ángeles Crespo Martínez
Mª Ángeles Crespo Martínez (Carlet, Valencia; 9 de noviembre de 1949) es una política española del Partido Popular. Alcaldesa del Ayuntamiento de Carlet desde el año 1995 y senadora en dos ocasiones (2003-2004 y 2008-2012). Se diplomó en Magisterio por la Universidad Jaime I de Castellón. Casada y madre de dos hijos.
En 1991 se estrenó como concejal del Ayuntamiento de Carlet donde estuvo al cargo del área de cultura. En ese mismo año ocupó un escaño como diputada provincial por Valencia y fue nombrada coordinadora comarcal del Partido Popular.

## Biografía
En las elecciones de 1995 fue cabeza de lista de su partido y obtuvo 2860 votos y seis concejales. Su elección como alcaldesa en ese año se produjo con el apoyo de tres tránsfugas del PSPV-PSOE. En los posteriores comicios municipales de 1999 alcanzó por primera vez la mayoría absoluta. Fue cabeza de lista en las elecciones municipales por última vez en el año 2011 donde revalido su cuarta mayoría absoluta, obteniendo 9 concejales.https://www.carlet.es/es/pagina/elecciones-municipales-2011
María Ángeles Crespo también ha ocupado diversos cargos políticos autonómicos y nacionales. En el año 1995 revalidó su acta de diputada provincial, institución a la que había ingresado en las anteriores elecciones. Se hizo cargo entonces del área de Acción Social. En la legislatura 1999-2003 fue designada asesora de la presidenta de las Cortes Valencianas. En las elecciones generales del año 2000 fue como suplente de Esteban González Pons en la lista para el Senado. La marcha de este último para formar parte del gobierno del entonces recién elegido presidente autonómico Francisco Camps le permitió desempeñar el cargo en la Cámara Alta por unos meses. En las siguientes elecciones generales de 2004 formó parte de la lista de su Partido al Congreso de los Diputados pero no alcanzó el acta de diputada. En los comicios siguientes regresó a la candidatura del Senado como titular siendo la senadora valenciana más votada de la historia de la democracia. Tras las tensiones internas entre Alberto Fabra y el presidente de la Diputación Alfonso Rus, fue la única miembro del Senado por la provincia de Valencia en no repetir como candidata en la lista del senado por la provincia de Valencia.
Un asunto de notoriedad de su figura pública a nivel nacional lo alcanzó con motivo de la obligación de que los cargos políticos hiciesen pública su declaración de bienes: su nombre salió, junto con el de otros políticos como Gerardo Camps o Ciprià Ciscar, como el de los parlamentarios más ricos.
En mayo de 2022 el presidente del PPCV, Carlos Mazón, anuncia la incorporación de María Ángeles Crespo para liderar el proyecto Grandes Generaciones, para aprovechar al máximo la experiencia y el caudal político de algunos de los referentes históricos del partido.